# Milewo-Szwejki
Milewo-Szwejki – wieś w Polsce położona w województwie mazowieckim, w gminie Krasne, w powiecie przasnyskim. Ma status sołectwa.
W latach 1954–1959 wieś należała i była siedzibą władz gromady Milewo-Szwejki, po jej zniesieniu w gromadzie Krasne. W latach 1975–1998 miejscowość administracyjnie należała do województwa ciechanowskiego.